# 川西清兵衛

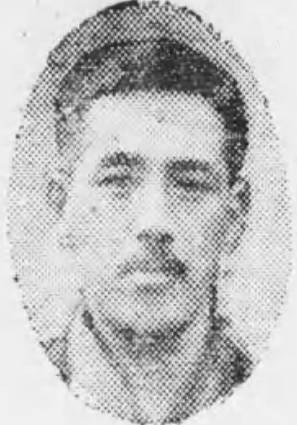
川西清兵衛

川西 清兵衛（かわにし せいべえ、旧字体：川西淸兵衞、1865年9月7日（慶応元年7月18日） - 1947年（昭和22年）11月19日）は、日本の実業家。阪神財閥系譜川西財閥の創業者。旧姓・筑紫、旧名・音松。

## 人物
1865年（慶応元年）大阪で筑紫家に生まれ、1890年（明治23年）先代清兵衛の養子となり、1898年（明治31年）11月、家督を相続し襲名した。
1896年（明治29年）神戸の実業家27人を発起人として日本毛織を創立。1899年（明治32年）加古川沿岸に工場を建設して毛布製造をはじめる。戦時景気で軍用毛布等の売上が伸び巨利を得た。1907年（明治40年）兵庫電気軌道（山陽電気鉄道の前身）を創業し、神戸と明石、姫路を結ぶ電気鉄道を開業。1913年（大正2年）日本毛糸紡績会社を設立、1918年（大正7年）日本毛織と合併。昭和毛糸紡績、共立モスリン、山陽皮革、神戸生糸など多数の関連企業を設立し、川西財閥を形成した。

一方で航空関連事業にも魅せられ、1917年（大正6年）、中島知久平が興した『飛行機研究所』（中島飛行機の前身）に出資。しかし金銭上のトラブルから出資を引き上げ、1920年（大正9年）に自前メーカーを目指して川西機械製作所を創業した。また、1923年（大正12年）国内で3番目の商業航空事業会社である「日本航空株式会社」（JALとは無関係）を設立する。川西機械飛行機部は後に川西航空機（現・新明和工業）として独立した。
日本羊毛工業会会長、神戸商工会議所会頭をつとめた。

## 栄典
- 1928年（昭和3年）11月10日 - 勲三等瑞宝章[3]

## 親族
- 次男：川西龍三